# Diócesis de Yoro
La diócesis de Yoro (en latín: Dioecesis Yorensis) es una circunscripción eclesiástica de la Iglesia católica en Honduras. Se trata de una diócesis latina, sufragánea de la arquidiócesis de San Pedro Sula. Desde el 3 de julio de 2025 la diócesis se encuentra en Sede Vacante.

## Territorio y organización
La diócesis tiene 7781 km² y extiende su jurisdicción sobre los fieles católicos de rito latino residentes en el departamento de Yoro.
La sede de la diócesis se encuentra en la ciudad de El Progreso, en donde se halla la Catedral Nuestra Señora de las Mercedes.
En 2022 en la diócesis existían 15 parroquias:
- Nuestra Señora de las Mercedes, El Progreso.
- San Ignacio de Loyola, El Progreso.
- Nuestra Señora de Suyapa
- San Antonio de Padua, Urraco.
- Santa Rita de Casia, Santa Rita.
- Nuestra Señora del Carmen, El Negrito.
- San Francisco de Asís, Toyos-El Negrito.
- Nuestra Señora de los Desamparados, Morazán.
- San Pedro Apóstol, Yorito.
- Inmaculada Concepción, Sulaco.
- Nuestro Señor de Esquipulas, Victoria
- Santiago Apóstol, Yoro.
- San Jorge, Olanchito.
- Nuestra Señora de los Ángeles Jocón

## Historia
La diócesis fue erigida el 19 de septiembre de 2005 mediante la bula Ad efficacius del papa Benedicto XVI, obteniendo el territorio de la arquidiócesis de Tegucigalpa, de la que originalmente era sufragánea. El canadiense Juan Luis Giassón fue nombrado primer obispo de la diócesis y tomó posesión de su cargo el 12 de diciembre de 2005.
A la muerte del obispo Juan Luis Giassón, el papa Francisco nombró al obispo hondureño y diocesano Héctor David García Osorio, quien tomó posesión el 3 de julio de 2014.
El 26 de enero de 2023 pasó a formar parte de la provincia eclesiástica de San Pedro Sula.

## Estadísticas
Según el Anuario Pontificio 2023 la diócesis tenía a fines de 2022 un total de 538 000 fieles bautizados.
| Año                                                                             | Población            | Población | Población      | Sacerdotes | Sacerdotes    | Sacerdotes    | Bautizados por sacerdote | Diáconos permanentes | Religiosos | Religiosos | Parroquias |
| Año                                                                             | Bautizados católicos | Total     | % de católicos | Total      | Clero secular | Clero regular | Bautizados por sacerdote | Diáconos permanentes | Varones    | Mujeres    | Parroquias |
| ------------------------------------------------------------------------------- | -------------------- | --------- | -------------- | ---------- | ------------- | ------------- | ------------------------ | -------------------- | ---------- | ---------- | ---------- |
| 2005                                                                            | 360 989              | 440 231   | 82.0           | 21         | 5             | 16            | 17 189                   |                      |            |            | 9          |
| 2006                                                                            | 410 002              | 500 025   | 82.0           | 26         | 6             | 20            | 15 769                   |                      | 20         | 35         | 10         |
| 2010                                                                            | 441 525              | 546 126   | 80.8           | 30         | 6             | 24            | 14 717                   |                      | 24         | 38         | 11         |
| 2014                                                                            | 471 000              | 587 000   | 80.2           | 30         | 9             | 21            | 15 700                   |                      | 21         | 24         | 13         |
| 2017                                                                            | 496 650              | 618 700   | 80.3           | 29         | 27            | 2             | 17 125                   |                      | 3          | 21         | 13         |
| 2020                                                                            | 522 150              | 650 400   | 80.3           | 26         | 11            | 15            | 20 082                   |                      | 15         | 21         | 13         |
| 2022                                                                            | 538 150              | 671 000   | 80.2           | 26         | 11            | 15            | 20 692                   |                      | 18         | 19         | 15         |
| Fuente: Catholic-Hierarchy, que a su vez toma los datos del Anuario Pontificio. |                      |           |                |            |               |               |                          |                      |            |            |            |

## Episcopologio
- Jean-Louis Giasson, P.M.E. † (19 de septiembre de 2005-21 de enero de 2014 renunció)
- Héctor David García Osorio(3 de julio de 2014 - 3 de julio de 2025 nombrado Obispo de Santa Rosa de Copán